# Fehérjepor

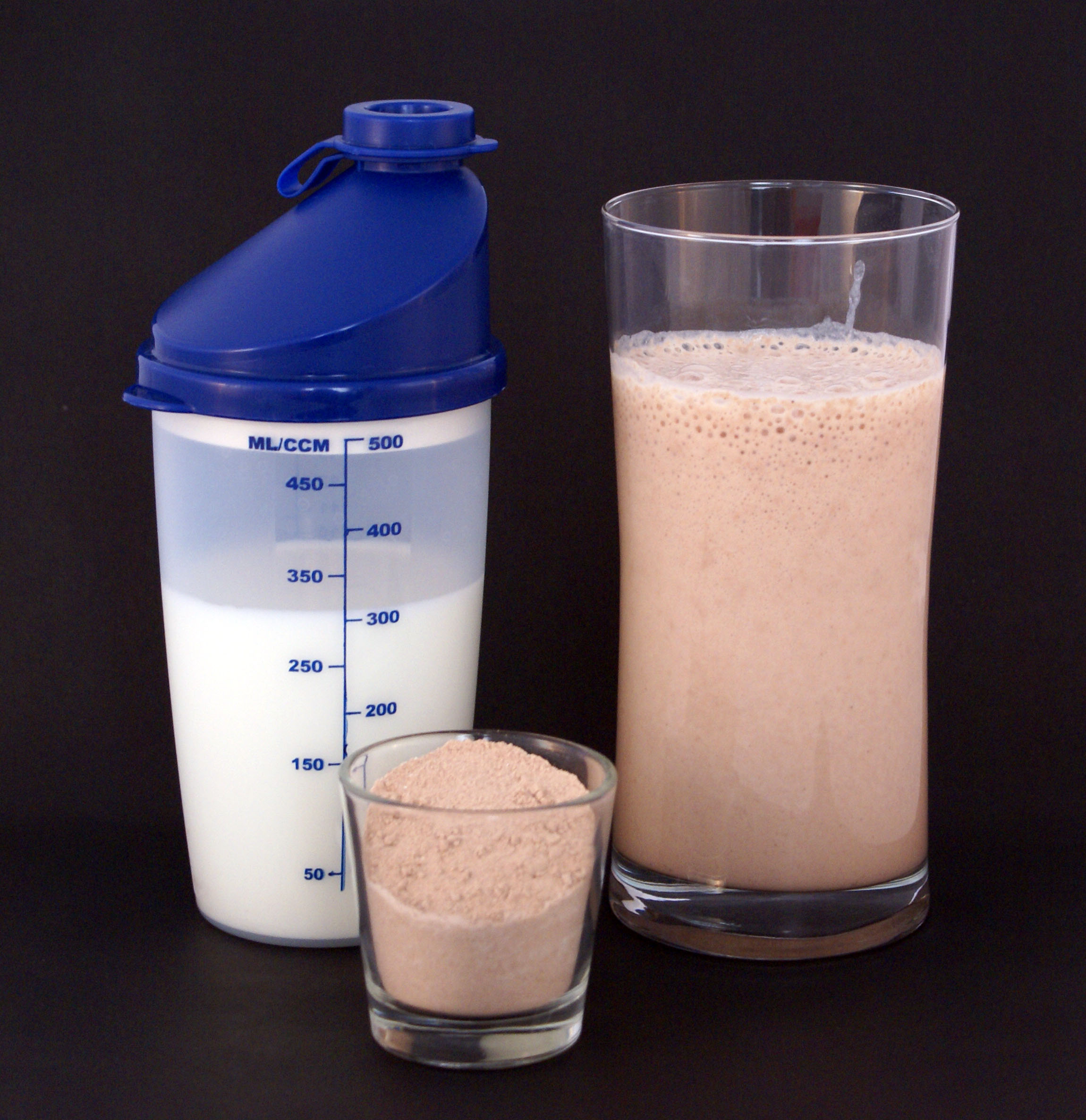
Fehérjepor és a belőle készült fehérjeital

A fehérjepor táplálékkiegészítő, melyet a fehérjék pótlására, illetve mennyiségének kiegészítésére alkalmaznak a táplálkozástudományban. A fehérjeporokat egyaránt alkalmazzák a sporttáplálkozásban és alultápláltság esetén is, például időseknél, gyerekeknél, krónikus betegségekben szenvedőknél, illetve vegetáriánus vagy vegán étrend esetén, amikor több fehérjére van szükségük a személyeknek, mint amennyit az étrendjük tartalmaz. A sportolók általában az izomépítéshez és a regeneráció elősegítéséhez fogyasztanak fehérjeporok segítségével extra proteint.

## Típusai
A fehérjepor készülhet állati és növényi eredetű alapanyagokból. Az állati eredetű fehérjeporok általában tejsavóból készülnek és több fajtájuk is létezik (koncentrátum, izolátum, hidrolizátum), és kazeinalapú is kapható, mely lassabb felszívódású. Tojásfehérje-koncentrátum és marhafehérjepor is létezik. A növényi fehérjeporok készülhetnek szója-, rizs- vagy borsófehérjéből.

### Tejalapú készítmények
Két fő típust különböztetünk itt meg, a tejsavóalapú fehérjeporokat és a kazeinből készülteket. A két fehérjetípus között alapvető különbségek vannak. A tejsavófehérje gyorsan felszívódik, fogyasztása után kb. 100 perccel rohamosan megemelkedik a vérben az aminosavak koncentrációja, majd kb. 300 perccel a fogyasztás után visszacsökken. Ezzel szemben a kazein lassabban szívódik fel, elnyújtva hat, fogyasztása után 300 perccel is magas koncentrációban vannak jelen az aminosavak a vérben. A tejsavófehérje emiatt az erősportokban ajánlott izomtömegnövelés céljából, és testedzés után fogyasztandó, míg a kazein a testsúlycsökkentésben segíthet, illetve lefekvés előtt ajánlott fogyasztani.
A tejsavófehérjeporok vízelvonással készülnek, majd különféle szétválasztási technikákkal a szárazanyagtartalmat frakcionálják, így tejsavó-koncentrátumot, -izolátumot, illetve -hidrolizátumot különítenek el. A koncentrátumhoz a tejsavót magas hőmérsékleten szárítják, eltávolítják belőle a laktózt és a zsírt. A koncentrátum gazdag immunoglobulinokban. Az izolátumok nagyobb tisztaságúak, legalább 90% fehérjét tartalmaznak. Ioncserés és mikro- vagy ultraszűrési módszerrel szűrik a fehérjét. Az ioncserés módszer lényege, hogy a fehérje szétválik a laktóztól és a zsíroktól, ezt elektromos töltéssel érik el. Magas fehérjetartalmat biztosít és olcsó, ugyanakkor denaturálja a fontos peptideket. A keresztáramú mikroszűrés (CFM) és az ultramikroszűrés során kerámiamembránokat használnak, melyek a molekulatömegek alapján választják szét a fehérjét a laktóztól. Az értékes peptidek így megmaradnak, viszont sokkal költségesebb eljárás, mint az ioncserélés.
A hidrolizátumokban a fehérjetartalom előemésztett formában található meg. A tejsavó-izolátumhoz savas vagy proteolitikus enzimeket adnak, az eljárás során pedig di- és tripeptidek, valamint aminosavak jönnek létre. A hidrolizátumoknak számos előnye van, gyorsabban felszívódnak, a nem hidrolizált fehérjékhez képest magasabb lesz az elágazó láncú aminosavak (BCAA) koncentrációja a vérben, nagyobb mértékű inzulinfelszabadulást eredményeznek és az izomrostok regenerálódását is gyorsítják.
A tejsavó-izolátum és -hidrolizátum gyakorlatilag laktózmentes, azonban tejfehérje-allergia esetén egyik sem fogyasztható.

### Növényi fehérjék

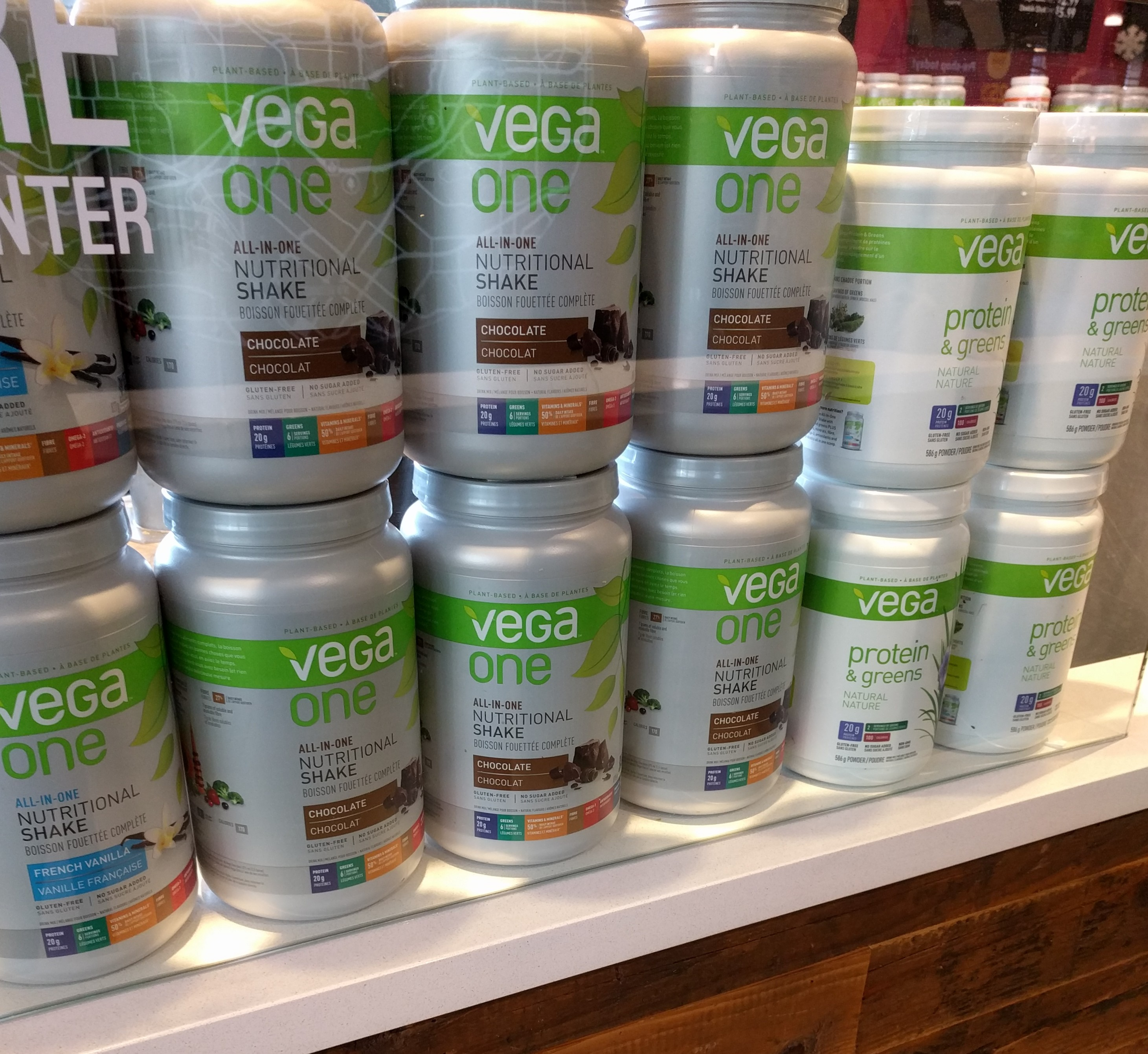
Növényi fehérjeporok

A növényi fehérjék hasznosulása önmagukban általában rosszabb, mint a tejsavófehérjéké vagy más állati eredetű fehérjéké, és nem tartalmazzák az összes aminosavat. Ugyanakkor a megfelelően kombinált, aminosavakkal dúsított növényi fehérjeporok ugyanolyan hatékonyak lehetnek, mint az állati eredetű fehérjék. A növényi fehérjék közül a szójafehérje az állati eredetű fehérjék kiváltására tökéletesen alkalmas az összetételének és az új mérési módszerek szerint a felszívódásának köszönhetően is.

## Minősége
A fehérjeporok közül a tejsavóból készülteknek van a legmagasabb biológiai értékük (BV), azaz legjobb a hasznosulásuk, felszívódásuk. Minél magasabb ez az érték, annál több aminosav és nitrogén hasznosul a fehérjéből. A tejsavófehérje biológiai értéke 106-159, a második legmagasabb értékkel a tojásfehérje rendelkezik (100), míg a növényi fehérjék biológiai értéke jóval alacsonyabb, a szójafehérjéé például 74. A fehérje minőségét más módszerekkel is mérik (fehérjehatékonysági arány [PER], fehérjeemészthetőségi korrigált aminosavpontszám [PDCAAS], emészthető nélkülözhetetlen aminosav pontszám [DIAAS]), a biológiai értéket pedig nem tartják a legjobb mérőszámnak, mivel nem vesz figyelembe bizonyos, emésztéssel kapcsolatos tényezőket.
A korábbi módszerek limitációi miatt az Élelmezésügyi és Mezőgazdasági Világszervezet az emészthető nélkülözhetetlen aminosav pontszám [DIAAS] bevezetését szorgalmazta, mely „meghatározza az aminosav emészthetőségét a vékonybél terminális ileum részén, pontosabban meghatározva a szervezet által abszorbeált aminosavak mennyiségét és a fehérje hozzájárulását a humán aminosavhoz és a nitrogénszükséglet fedezéséhez.” Az új mérési rendszer alapján a tejsavófehérje, a szójafehérje-izolátum és a teljes tejfehérje-koncentrátum bizonyult a legjobban hasznosulónak.

## Biztonságossága
Az Egyesült Államokban a táplálékkiegészítők biztonságosságát nem kell bizonyítani az Élelmiszer- és Gyógyszerfelügyelet felé, emiatt sok termék tartalmazhat illegális összetevőket vagy veszélyes adalékanyagokat. Magyarországon is csak bejelentési kötelezettsége van a gyártónak, a címkét és az adatlapot kell beszolgáltatni az Országos Gyógyszerészeti és Élelmezés-egészségügyi Intézet felé, ami alapján az intézet kockázatértékelést végez.